# استان لهستان بزرگ
استان لهستان بزرگ (در زبان لهستانی،  województwo wielkopolskie [vɔjɛˈvut͡stfɔ--vjɛlkɔˈpɔlskʲɛ]), یکی از استان‌های لهستان است که در مرکز غربی لهستان قرار دارد. این استان در ۱ ژانویه ۱۹۹۹ به وجود آمد و نام آن از منطقه لهستان بزرگ گرفته شده‌است.